# La hora final (película de 2017)
La Hora Final es una película de suspenso-policial peruana dirigida y producida por Eduardo Mendoza de Echave quien anteriormente dirigió El evangelio de la carne. La película está basada en hechos reales y ambientada a inicios de la década de 1990, época del terrorismo en el Perú, específicamente durante la operación Victoria, que llevó a la captura del líder terrorista Abimael Guzmán. La película estaba prevista a estrenarse el 12 de septiembre de 2017, justamente a cumplirse 25 años de la captura del Presidente Gonzalo, pero fue retrasada al 14 del mismo mes por motivos no mencionados.

## Sinopsis

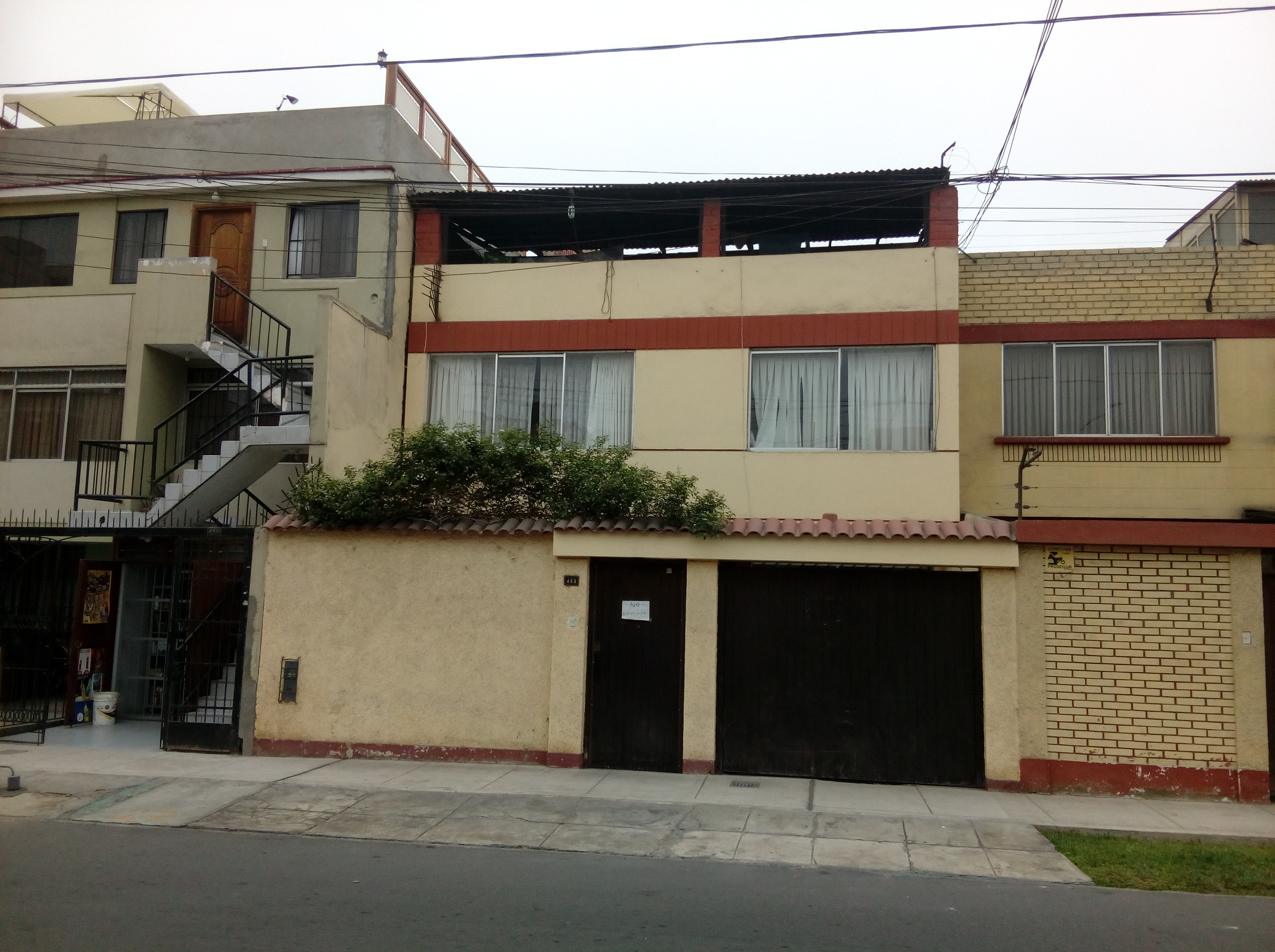
La casa de Maritza Garrido-Lecca ubicada en la Calle Varsovia 459 en el distrito de Surquillo, donde fue capturado Abimael Guzmán por las fuerzas del GEIN el 12 de septiembre de 1992.

La película se desarrolla en plena operación Victoria, programada y dirigida por el Grupo Especial de Inteligencia del Perú, en la operación los policías Carlos Zambrano (Pietro Sibille) y Gabriela Coronado (Nidia Bermejo) son los elegidos para investigar a las más altas cabezas del grupo terrorista Sendero Luminoso con el objetivo de lograr capturar a su máximo líder a nivel nacional, Abimael Guzmán; en el trayecto la operación se pondrá en peligro por la infiltración de la CIA, el SIN, el Grupo Colina y las mismas cúpulas de Sendero Luminoso.

## Reparto
Actores principales
- Pietro Sibille como Carlos Zambrano.
- Nidia Bermejo como Gabriela Coronado.

Actores secundarios
- Toño Vega como Bernales (inspirado en Benedicto Jiménez)
- Carlos Mesta como General Vidales (inspirado en Ketín Vidal)
- Tommy Párraga como Fidel Coronado
- Fausto Molina como Gonzalo Zambrano
- Katerina D'Onofrio como Cecilia
- Haysen Percovich como "El Negro"
- Emilram Cossio como "Químico"
- Tony Dulzaides como Pablo Pérez
- Iván Chávez como José
- Miguel Vargas como Abimael Guzmán Reinoso
- Vanessa Vizcarra como Elena Iparraguirre
- Alejandra Saba como Maritza Garrido-Lecca
- Sandro Calderón como Luis Alberto Arana Franco, alias "Sotil"
- Diego Seminario como Inchaustegui
- Herbert Corimanya como Valencia
- Renato Rueda como Chupito
- Alberick García como miembro del Grupo Colina (inspirado en Jesús Sosa Saavedra)
- Francois Macedo como miembro del Grupo Colina
- Christian Pacora como miembro del Grupo Colina
- Omar Estrada como Pelé
- Paul Beretta como Carrillo
- Fernando Pasco como dueño casa Zambrano
- Gustavo Mayer como Alfredo
- Melissa Giorgio como Paloma
- Roberto Ruiz como Gutiérrez
- Fernando Colichón como Ardilla
- Sarahi Poma como Gaviota
- Katia Salazar[3] como secretaria academia
- Sylvia Majo como vecina
- José Tejada Zavala como administrador playa estacionamiento
- Vanesa Valencia como secretaria GEIN

## Producción
La creación de la película fue anunciada por el mismo Eduardo Mendoza de Echave en 2015 como un proyecto para revalorizar los acontecimientos de la época del terrorismo. En 2016, ganó un estimulo de s/ 570 000, otorgado por la Dirección del Audiovisual, la Fonografía y los Nuevos Medios (DAFO) del Ministerio de Cultura; dicho estimulo cubrió solo 4 1⁄2 semanas del rodaje, por lo que Mendoza tuvo que endeudarse con un banco para cubrir la última semana. La fotografía principal empezó entre enero y febrero de 2017.[cita requerida]
Poco antes de su estreno setiembre de 2017, la película completada ganó otro estimulo de s/ 140 000 del DAFO; esta vez para su distribución puesto a que se les dificultaba conseguir auspicios.

## Lanzamiento

### Promoción y estreno
El 23 de junio de 2017 se presentó el primer tráiler, recibiendo varias críticas positivas por parte del público en general en redes sociales como Facebook y YouTube.
La película en un primer momento fue programada para estrenarse el 12 de septiembre, fecha en que se dio la captura de Abimael Guzmán en 1992; por problemas no mencionados la película se trasladó para el 14 de septiembre.

## Recepción

### Taquilla
En un inicio la película solo se iba estrenar en 25 salas de cines de Lima pero ante la fructífera publicidad se aumentaron las locaciones por la expectativa que causaba, llegando a 88. En total el día del estreno jueves 12 de septiembre y el día viernes 13 de septiembre se registraron el ingreso de 25.500 personas en las salas de cine.
La película logró ubicarse en el 3° lugar como película de estreno en septiembre del cine peruano, superando a The Nut Job 2 y American Made:

"La hora final fue la tercera cinta más vista del jueves, superada por It, del argentino Andrés Muschietti, y Terremoto, del armenio Sarik Andreasyan.
Extracto de "La hora final": ¿Cuántas personas la vieron desde su estreno? del diario La República, 12 de septiembre de 2017.

### Calificación
La hora final Fue calificada como uno de los mejores estrenos nacionales de 2017, por su "imagen neutral que brinda al espectador", además es considerada como el mejor rodaje de Eduardo Mendoza de Echave hasta la actualidad.